# Kompaktlastare

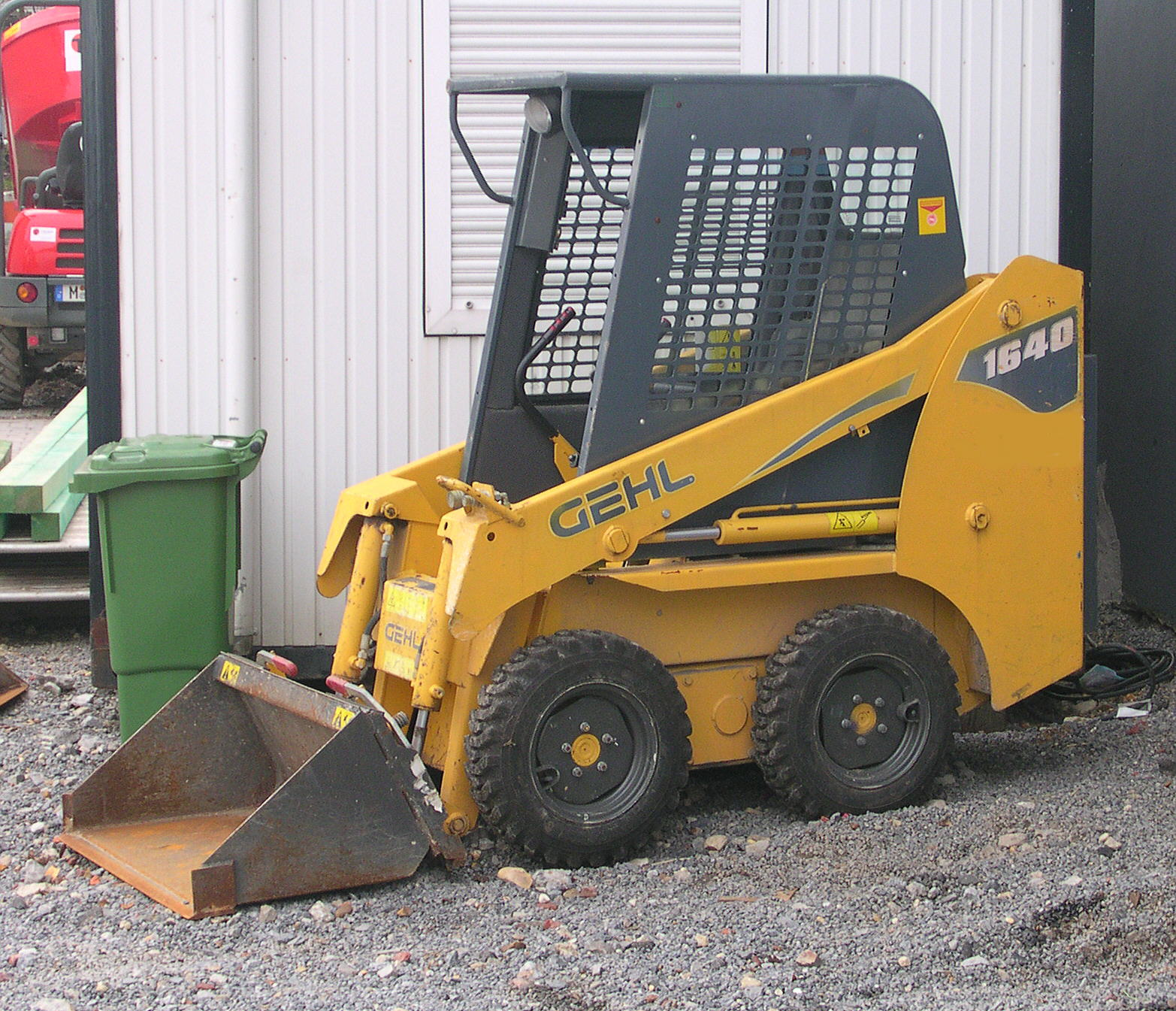
En kompaktlastare från Gehl Company

En kompaktlastare eller sladdlastare på engelska skid-steer loader är en liten motordriven lastare med stel ram, lyftarmarna används för att fästa en mängd olika arbetsbesparande verktyg eller redskap. Kompaktlastare är normalt fyrhjuliga fordon eller banddrivna med hjulen mekaniskt låsta i parvis synkronisering på varje sida, det vill säga att föraren kan välja att endast hjulen eller banden på vänster respektive höger sida ska driva lastaren framåt oberoende av de högra respektive vänstra hjulen. Denna uppbyggnad gör att maskinen sladdar eller glider på däcken när den svänger istället för att använda vinkla fram eller bakhjulen som ett par.

## Tillverkare
- Avant
- Bobcat
- Case
- Multione
- Caterpillar
- Gehl Company
- Hyundai
- JCB
- John Deere
- Komatsu
- Kubota
- LiuGong
- New Holland
- Takeuchi
- Terex
- Volvo
- Wacker Neuson
- Vermeer company